# العلاج بالتجزئة
العلاج بالتجزئة أو العلاج بالتسوق (بالإنجليزية: retail therapy) هو التسوق بهدف تحسين مزاج المشتري. يُلاحظ هذا السلوك لدى الأشخاص الذين يمرون بفترات من الاكتئاب أو الضغطولكنها غالبًا عادة قصيرة الأمد. ويشار إلى الأغراض التي تُشترى خلال فترات العلاج بالتسوق باسم «مشتريات الراحة» (مثل طعام الراحة). كما يعتبر مصطلح «العلاج بالتسوق» تسمية ساخرة وطريفة بعض الشيء، فيها اعتراف ضمني بأن التسوق لا يرقى ليكون علاجًا حقيقيًا في المفهوم الطبي أو النفسي. تم استخدام المصطلح أول مرة في الثمانينات، حيث أشير إليه بجملة في صحيفة شيكاغو تريبيون في عشية الميلاد عام 1986 : «لقد أصبحنا أمة نرى في أكياس التسوق مقياسًا لجودة حياتنا ونداوي عللنا النفسية بالعلاج بالتسوق.»
في الحقيقة، قد يوفر التسوق راحة مؤقتة (ارتياح من حالة الإنزعاج)، ولكن تلك الراحة تكلف مبالغ كبيرة، كما أن الشخص مهدد بالإصابة بأعراض انسحابية أو فترة انهيار كما هو الحال عند استخدام الأفيون، قد تكون علاجًا أو إدمانًا حسب استخدام كل شخص لها. إذًا، يتواجد العلاج بالتسوق على نفس الطيف مع إدمان التسوق (اضطراب الشراء القهري). في 2001، أجرى الاتحاد الأوروبي دراسة وجدت أن لدى 33% من المشترين الذين شاركوا في الاستطلاع «مستوى مرتفع من الإدمان على الاستهلاك الطائش وغير الضروري». تسببت هذه العادة بتورط العديد بالديون. وجدت نفس الدراسة أن الشباب الاسكتلنديين هم الأكثر عرضة للشراء بشراهة. وفي استطلاع أجري عام 2013، شارك فيه 1000 أميركي بالغ، أشارت النتائج إلى أن ما يزيد عن نصف المشاركين جربوا مسبقًا العلاج بالتسوق، وأن هذه الممارسة أكثر شيوعًا لدى النساء (63.9% من النساء و39.8% من الرجال). تشتري النساء الملابس، فيما يشتري الرجال الطعام على الأرجح. وجد الباحثون في جامعة يونغستن نتائج مشابهة (64% نساء و40% رجال) مع تأكيد على أن التخفيف من القلق أكثر الأسباب شيوعًا للجوء إلى العلاج بالتسوق.
دعا الباحثون من جامعة ميلبورن لتصنيف العلاج بالتسوق كنوع من اضطراب نفسي يدعى هوس الشراء (oniomania) أو اضطراب الشراء القهري (compulsive shopping disorder). ويوفر التسوق عبر النوافذ (Window shopping) بعض الراحة التي تأتي من التسوق. مع أفضلية أنه يمكن التمتع بالعديد من  البضائع والمتاجر من دون تكلفة. أما سلبيته تكمن أن في الشخص لا يستطيع امتلاك أو الاحتفاظ بالبضائع.